# Proiphys alba
Proiphys alba là một loài thực vật có hoa trong họ Amaryllidaceae. Loài này được (R.Br.) Mabb. miêu tả khoa học đầu tiên năm 1980.